# Cebrio cordubensis
Cebrio cordubensis là một loài bọ cánh cứng trong họ Cebrionidae. Loài này được Perez Areas miêu tả khoa học năm 1865.